# Dolichopeza (Trichodolichopeza) dingaan
Dolichopeza (Trichodolichopeza) dingaan is een tweevleugelige uit de familie langpootmuggen (Tipulidae). De soort komt voor in het Afrotropisch gebied.